# بوریس یوگای
بوریس الکساندرویچ یوگای (به قرقیزی: Югай Борис Александрович) (زاده ۱۵ نوامبر ۱۹۵۷ – درگذشته ۱۲ مارس ۲۰۱۰)  یک سرلشکر و رهبر نظامی قرقیزستانی بود که از مارس ۲۰۰۷ تا ژوئن ۲۰۰۸ به‌عنوان فرمانده ستاد کل نیروهای مسلح در دوره ریاست‌جمهوری قربان‌بیگ باقی‌یف خدمت کرد. یوگای به‌طور کلی به‌عنوان یک شخصیت مهم در ارتش در نظر گرفته می‌شد که اغلب از حمایت قوی در میان پرسنل نظامی برخوردار بود.

## اوایل زندگی
او در ۱۵ نوامبر ۱۹۵۷ در ژورجیوکا در منطقه ژمبیل جمهوری سوسیالیستی قزاقستان شوروی—قوردای کنونی قرقیزستان— به دنیا آمد. یوگای از نظر قومیت کره‌ای بود و به زبان کره‌ای خارج از زبان روسی و قرقیزی مسلط بود.
در سال ۱۹۷۹ از مدرسه فرماندهی عالی توپخانه لنینگراد در رشته ریاضی فارغ‌التحصیل شد. او در جنگ شوروی–افغانستان به‌عنوان بخشی از گروه ارتش شوروی از سال ۱۹۸۰ تا ۱۹۸۲ شرکت کرد. او در تمام مدت خدمت در ارتش بیشتر در اوکراین، ازبکستان، آلمان و ترکمنستان مستقر بود.
پس از ایجاد نیروهای مسلح جمهوری قرقیزستان، وی بلافاصله در ارتش قرقیزستان به‌عنوان فرمانده دسته مشغول به کار شد. او همچنین به‌عنوان یک افسر در از بین بردن شبه‌نظامیان جنبش اسلامی ازبکستان در جنوب قرقیزستان در جریان درگیری بادکند شرکت کرد.
در سال‌های ۲۰۰۸ و ۲۰۰۹، وی در ارتباط با پرونده جنایی وزیر دفاع سابق اسماعیل عیسی‌قوف مورد بازجویی قرار گرفت و به سوء استفاده از قدرت متهم شد. در اکتبر ۲۰۰۹، این پرونده متوقف شد.

## زندگی شخصی
برادر بزرگ یوگای رئیس دانشگاه و برادر دومش استاد دانشگاه است. او همچنین یک خواهر کوچکتر دارد که متخصص قلب و عروق است. همسرش ناتاشا نیز کره‌ای الاصل بود.

## مرگ
یوگای در مارس ۲۰۱۰ در بیشکک بر اثر سکته قلبی درگذشت. رسانه‌های قرقیزستان علی‌رغم توجهی که یوگای به ارتش داشت، عمدتاً از گزارش مرگ یوگای اجتناب کردند.

## جوایز
- نشان «خدمت به میهن در نیروهای مسلح اتحاد جماهیر شوروی» درجه یکم و دوم
- مدال «سرباز بین‌المللی مردم قدرشناس افغانستان»
- نشان دوستی
- مدال مدال «خدمت بی‌عیب و نقص» درجه یکم
- مدال «ده سال حضور در نیروهای مسلح جمهوری قرقیزستان»